# Ecuador i panamerikanska spelen
Ecuador i panamerikanska spelen styrs av Ecuadors Olympiska Kommitté i de panamerikanska spelen. Nationen deltog första gången i de panamerikanska spelen 1951 i Buenos Aires.
De ecuadoranska idrottarna har vunnit 88 medaljer, varav 21 guldmedaljer.